# Sudreimsätten
Sudreimsätten (norska Sudreimsætten) var en norsk stormansätt, som härstammar från sätesgården Søreim (Sørum) på Romerike, vars namn inte bars av ättens medlemmar.
Vapen
Blasonering: En vapensköld i silver (vit), senare i guld (gul), med en sjutaggad stjärna.

## Historia
Sudreimsätten härstammar från lendmannen Åle Varg, som var gift med en dotter till kung Harald Gille. Han var farfar till Olav Mokk (död 1224), sysselman i Hedmark, som i sin tur var fader till lendmannen Ivar från Skedjuhov (död ca 1240). Hans son, Baron Jon Raud Ivarsson (död 1314) till Sudreim var Fader till Baron Havtore Jonsson (död ca 1320), gift med Håkon V:s dotter Agnes. Deras söner var Jon Havtoresson, som ägde Elingård, och Sigurd Havtoresson av Sudreim.
Jon Havtoresson var fader till Håkon Jonsson, som kom på tal som norsk kung efter Olav Håkonssons död år 1387 och som var förfader till de svenska ätten Roos af Hjelmsäter, liksom dottern Cecilia, gift med värmländske riddaren Ulf Holmgeirsson.
Sigurd Havtoresson gifte sig med Norges rikaste arvinge, Ingeborg Erlingsdatter och kom i besittning av Giske- och Bjarkøygodsen. Deras dotter Agnes, gift med den svenska adelsman Jon Marteinsson (död ca 1400), var mor till Sigurd Jonsson (död 1453) av Sudreim, Giske och Bjarkøy. Han var fader till den sist kände mannen i Norge, Junker Hans Sigurdsson (död 1466). Hans mäktiga gods delades mellan hans kusiner Agnes Alvsdatter (gift med Knut Jönsson av tre Rosor), Gro Alvsdatter (gift med Mads Jakobsson Rømer) och Gudrun Olavsdatter (gift med Erlend Eindrideskon af Losna).
Sätesgårdar inom ätten
- Sudreimsgodset var en godssamling i östra Norge, som vid av slutet av 1400-talet omfattades, förutom av huvudgårdens Sudreim, av 78 gårdar på Romerike, i Odalen och Solør och sex gårdar i Hallingdal. Den sista privata ägaren var Görvel Sparre, som 1599 överlät gården till kungen.
- Sørum var tidigare en sätesgård på Sørum i Lillestrøm kommun, Akershus fylke. På medeltiden var gården huvudsätet för Sudreimsätten. Den sista ägaren som kan ha bott på Sørum, är riksföreståndaren Sigurd Jonsson, som från mitten av 1420-talet använde Giske som sin huvudsakliga huvudgård.